# Эторикоксиб
Эторикоксиб (Arcoxia, Эторелекс, Риксиа, Костарокс) — лекарственное средство. Селективный ингибитор ЦОГ-2. Производится, в том числе, компанией Merck & Co. В настоящее время он одобрен в более чем 80 странах по всему миру, но не в США, где Управление по контролю за продуктами и лекарствами (FDA) потребовало дополнительных данных о безопасности и эффективности действующего вещества.

## Медицинские показания
Эторикоксиб показан для лечения ревматоидного артрита, псориатического артрита, остеоартрита, анкилозирующего спондилита, хронической боли в пояснице, острой боли и подагры. Утверждённые показания различаются по странам.
Кокрейновский систематический обзор оценил преимущества однодозового эторикоксиба в сокращении острой послеоперационной боли у взрослых. Однодозовый оральный этoрикоксиб обеспечивает в четыре раза большее обезболивание после операции, чем плацебо, с эквивалентными уровнями побочных эффектов. Эторикоксиб, назначаемый в дозе 120 мг, эффективен или даже лучше, чем другие анальгетики, которые обычно используются.

## Механизм действия
Как и любой другой селективный ингибитор ЦОГ-2 («коксиб»), эторикоксиб избирательно ингибирует изоформу два фермента циклооксигеназы (ЦОГ-2). Он имеет приблизительно 106-кратную селективность для ингибирования ЦОГ-2 по сравнению с ЦОГ-1. Это уменьшает образование простагландинов (ПГ) из арахидоновой кислоты. Среди различных функций, выполняемых ПГ, их роль в каскаде воспаления должна быть подчеркнута.
Селективные ингибиторы ЦОГ-2 показывают меньшую активность на ЦОГ-1, по сравнению с традиционными нестероидными противовоспалительными препаратами (НПВП). Эта уменьшенная активность является причиной снижения побочных эффектов желудочно-кишечного тракта, что продемонстрировано в нескольких крупных клинических испытаниях, проводимых с различными коксибами.

## Побочные эффекты
Как и все другие НПВП, ингибиторы ЦОГ-2 также имеют свою долю побочных эффектов. Среди серьёзных побочных эффектов установлены сыпь и генерализованная эритема, острый генерализованный экзантемальный пустулез (AGEP), эритема множественной формы, такая как сыпь и прецибиальная эритема, вызванная лекарственными препаратами.